# Râul Sugasău
Râul Sugasău este un curs de apă, afluent al râului Olt. 